# Pókafalva
Pókafalva (románul Păuca, németül Törnen) falu Romániában, Szeben megyében, az azonos nevű község központja.

## Története
A település nyugati részén cölöpökön álló agyagból épült lakóépítményt tártak fel. Első írásos említése 1272-ből maradt fenn Pokafalua néven. További névváltozatok: de Duabus Turribus (1309), Pouka Cheuturn (1313), Poka (1328), de Buabus Turribus (1332), Pókafalva (1418),Czwen Turren (1478), Dörna (1484).

## Lakossága
1850-ben Pókafalva 1177 lakosából 665 román, 90 magyar, 329 német (erdélyi szász) és 93 cigány volt. 2002-re a 705 lakos nemzetiségi összetétele a következőképpen alakult: 674 román, 29 német (erdélyi szász) és 2 más.

## Látnivalók
- Lutheránus templom a 13. századból. Eredetileg két tornya volt, ezek 1910-ben leomlottak. A templomot a 16. században gótikus stílusban átépítették. A freskók részben ma is láthatóak.
- Református templom, eredetileg a pálos kolostor templomának épült 1416-ban. A kolostorba később ferencesek költöztek, majd 1560-ban János Zsigmond világi birtokosoknak adományozta (maga a kolostor nem maradt meg). A templom 16. századi ajtókerete reneszánsz tagolású.[4]